# Vòng loại Giải vô địch bóng đá thế giới 2002 – Khu vực châu Á (Vòng 3)
Các trận đấu thuộc vòng thứ ba (vòng play-off) của vòng loại Giải vô địch bóng đá thế giới 2002 khu vực châu Á diễn ra từ ngày 25 tháng 10 đến ngày 31 tháng 10 năm 2001.

## Thể thức
Hai đội xếp thứ nhì hai bảng đấu ở vòng 2 sẽ thi đấu loại trực tiếp theo thể thức hai lượt trận trên sân nhà và sân khách. Đội giành chiến thắng ở vòng này sẽ giành quyền tham dự vòng play-off liên lục địa với đại diện đến từ châu Âu (UEFA). Nếu giành chiến thắng trong trận play-off liên lục địa, đội tuyển đó sẽ giành suất tham dự Giải vô địch bóng đá thế giới 2002.

## Tóm tắt
| Đội 1 | TTS | Đội 2 | Lượt đi | Lượt về |
| ----- | --- | ----- | ------- | ------- |
| Iran  | 4–0 | UAE   | 1–0     | 3–0     |

## Các trận đấu
| Iran        | 1–0      | UAE |
| ----------- | -------- | --- |
| Bagheri 45' | Chi tiết |     |

| UAE | 0–3      | Iran                                 |
| --- | -------- | ------------------------------------ |
|     | Chi tiết | Daei 7' · Bagheri 76' · Minavand 79' |

Iran thắng với tổng tỷ số 4–0 và giành quyền tham dự vòng play-off liên lục địa (AFC vs UEFA).

## Cầu thủ ghi bàn
Đã có 4 bàn thắng ghi được trong 2 trận đấu, trung bình 2 bàn thắng mỗi trận đấu.
2 bàn thắng
- Karim Bagheri

1 bàn thắng
- Ali Daei
- Mehrdad Minavand